# 双孔球蛛
双孔球蛛（学名：Theridion biforaminum）为球蛛科球蛛属的动物。在中国大陆，分布于辽宁等地。该物种的模式产地在辽宁。